# Batería del morro da Conceição
La Batería del morro da Conceição era una fortificación ubicada en la cima del morro da Conceição en la ciudad de Río de Janeiro, Brasil. 
La cima del morro fue ocupado en 1711 por el corsario francés René Duguay-Trouin cuando invadió la ciudad de Río y ocupó, también, el morro de São Diogo (cerca de donde hoy se levanta la estación del ferrocarril Leopoldina) y la isla de las Cobras. De ese entonces data la fortificación que dominaba la ensenada de Prainha y de Saúde.
Abandonada luego de la partida del corsario el 14 de noviembre de 1711, en su lugar se construyó la Fortaleza de Nuestra Señora de la Concepción